# トヨタレンタリース浜松
株式会社トヨタレンタリース浜松（トヨタレンタリースはままつ）は、トヨタ自動車のフランチャイズ店で、遠鉄グループの企業の一つ。静岡県浜松市中央区を本社を置き、遠州地方を中心にトヨタ自動車のレンタカー・カーリースを展開していた。
2025年（令和7年）4月1日に、静岡トヨタ自動車を存続会社とし吸収合併された。

## 沿革
- 1990年（平成2年）
  - 1月 - 会社設立。
  - 4月 - 元城店、掛川中央店で営業開始。
- 1991年（平成3年）1月 - 浜松駅前店を開設。
- 1999年（平成11年）11月 - 掛川中央店が移転し、掛川店へ改称。
- 2006年（平成18年）11月 - 磐田駅前店を開設。
- 2007年（平成19年）10月 - 天王店を開設。
- 2012年（平成24年）9月 - 掛川店をリニューアルオープン。
- 2013年（平成25年）9月 - 雄踏店を開設。
- 2016年（平成28年）5月 - 高台店を開設。
- 2017年（平成29年）12月 - 元城店をリニューアルオープン。
- 2020年（令和2年）
  - 6月 - 天王店を閉鎖。
  - 7月 - 丸塚代車センター開設
- 2025年（令和7年）4月1日 - 静岡トヨタ自動車を存続会社とし、吸収合併される。

## 店舗
- 元城店
- 浜松駅前店
- 磐田駅前店
- 掛川店
- 高台店
- 丸塚代車センター